# Андерсон, Эвер
Эвер Габо Андерсон (англ. Ever Gabo Anderson; род. 3 ноября 2007, Лос-Анджелес, Калифорния) — американская актриса и модель.

## Биография
Родилась 3 ноября 2007 года в Лос-Анджелесе в семье режиссёра Пола Андерсона и актрисы Миллы Йовович. У нее есть две младшие сестры, Дашиэль и Ошин.
В девять лет Эвер Андерсон попала на обложку журнала Vogue Bambini, которую сняла Эллен фон Унверт. Также её снимали такие фотографы, как Карл Лагерфельд, Микаэль Янссон и Питер Линдберг.
Первое появление Андерсон в кино состоялось в фильме «Обитель зла: Последняя глава» в 2016 году, режиссёром которого был её отец. В нём она сыграла юную Алисию Маркус, которую играет её мать во взрослом возрасте, а также Красную Королеву.
Андерсон появилась в фильме «Чёрная вдова», где сыграла главную героиню, Наташу Романофф, в детстве.
В марте 2020 года она получила роль Венди Дарлинг в фильме «Питер Пэн и Венди».

## Личная жизнь
Эвер занимается тхэквондо. Она живёт в районе Голливуд-Хиллз в Лос-Анджелесе, штат Калифорния. В дополнение к своим родным языкам, английскому и русскому, она также свободно говорит по-французски и на японском.

## Фильмография
| Год  |   | Русское название             | Оригинальное название            | Роль                                  |
| ---- | - | ---------------------------- | -------------------------------- | ------------------------------------- |
| 2016 | ф | Обитель зла: Последняя глава | Resident Evil: The Final Chapter | юная Алисия Маркус / Красная Королева |
| 2021 | ф | Чёрная вдова                 | Black Widow                      | юная Наташа Романофф                  |
| 2023 | ф | Питер Пэн и Венди            | Peter Pan and Wendy              | Венди Дарлинг                         |
| 2023 | ф | Хелвеллин Эдж                | Helvellyn Edge                   | Харли                                 |